# Roca Vecchia
Roca Vecchia is een plaats (frazione) in de Italiaanse gemeente Melendugno.